# Milovan Mirosevic
Milovan Petar Mirosevic Albornoz (ur. 20 czerwca 1980 w Santiago) – chilijski piłkarz pochodzenia chorwackiego występujący na pozycji pomocnika. Zawodnik klubu Columbus Crew.

## Kariera klubowa
Mirošević karierę rozpoczynał w 1997 roku w zespole Universidad Católica. W sezonach 1997 oraz 2002 wywalczył z nim mistrzostwo fazy Apertura Primera División de Chile. Na początku 2003 roku przeszedł do argentyńskiego Racing Club. W Primera División Argentina zadebiutował 14 lutego 2003 roku w wygranym 1:0 pojedynku z Huracánem. Barwy Racingu reprezentował przez 3,5 roku.
W 2006 roku Mirošević odszedł do izraelskiego Beitaru Jerozolima. W 2007 roku zdobył z nim mistrzostwo Izraela. Na początku 2008 roku wrócił do Argentyny, gdzie został graczem klubu Argentinos Juniors. Spędził tam pół roku.
W 2008 roku Mirošević ponownie został graczem Universidadu Católica. W 2010 roku zdobył z nim mistrzostwo Chile. Z 19 golami na koncie został także królem strzelców Primera División de Chile. W 2011 roku triumfował z zespołem w rozgrywkach Pucharu Chile.
W 2012 roku podpisał kontrakt z amerykańskim Columbus Crew. W MLS zadebiutował 10 marca 2012 roku w przegranym 0:2 spotkaniu z Colorado Rapids.

## Kariera reprezentacyjna
W reprezentacji Chile Mirošević zadebiutował w 2001 roku. W 2004 roku został powołany do kadry na Copa América. Na tamtym turnieju, zakończonym przez Chile na fazie grupowej, zagrał w meczach z Brazylią (0:1), Paragwajem (1:1) oraz Kostaryką (1:2).